# Megaceros denticulatus
Megaceros denticulatus är en bladmossart som först beskrevs av Johann Georg Christian Lehmann, och fick sitt nu gällande namn av Franz Stephani. Megaceros denticulatus ingår i släktet Megaceros och familjen Dendrocerotaceae. Inga underarter finns listade i Catalogue of Life.